# Days (テレビドラマ)
『Days』（デイズ）は、1998年（平成10年）1月12日から3月23日まで毎週月曜日21時 - 21時54分に、フジテレビ系の「月9」枠で放送されたテレビドラマ。主演は長瀬智也。

## あらすじ
1998年1月、主人公である矢部鉄哉は松本壮太とともに成人式に出席。そこでまゆみ、菜々子と一子と出会う。行きつけの定食屋「月島食堂」で潤と出会い、6人での付き合いが始まる。それぞれには恋愛、仕事、友人関係などの悩みがあった…。

## キャスト
矢部鉄哉（やべてつや）〈20〉
演 - 長瀬智也
戸田鉄鋼の住み込み工員。小樽出身。18歳の頃に家出する。高校1年の頃に母が男と駆け落ちし、高校卒業間近に退学になる。実家はガラス工房。真面目で正義感が強く人がいい。まゆみと菜々子とは成人式で最悪な出会いをするが、窃盗の冤罪をかけられ再会。
後にまゆみと菜々子から片想いされている。壮太からは「お兄ちゃん」と呼ばれている。子供の頃の夢は父・国夫のように上手にワイングラスを作ることだった。
松本壮太（まつもとそうた）〈20〉
演 - 金子賢
鉄哉の同僚。鳥取出身。要領も調子も良い。成人式で一子と出会い付き合うこととなる。冨樫にイビられ、工場を退職し、ホストクラブで働き始める。ホストクラブでの源氏名は「鉄哉」。ホストクラブで先輩に殴られ退職。
退職後はキャッチバーで働いていたが、鉄哉の説得により退職し、戸田鉄鋼に戻ってくる。その後は中古車セールスの仕事をしている。
君島潤（きみじまじゅん）〈20〉
演 - 小橋賢児
東京芸術大学志望の2浪生。静岡出身。父親に反発し家出、後叔父である克彦の家に下宿。夢は画家。鉄哉と壮太からは「舎弟」と呼ばれている。まゆみとは本音で話せる仲で片想い中。
芸大の一次試験終了後まゆみに手紙を届けようとした際、バイク事故に遭う。事故にあった付近においてあった鉄パイプの下敷きになって死去。芸大の一次試験には受かっていた。
江崎まゆみ（えさきまゆみ）〈20〉
演 - 中谷美紀
六本木にある「ナチュラルネイル」のネイルアーティスト。金沢出身。鉄哉と壮太とは成人式で出会う。短大進学を蹴り上京。意地っ張り。菜々子と同居している。夢は自分の店を持つこと。潤に片想いされていた。潤の死去後福岡のエステサロンに引き抜かれ福岡へ行く。菜々子の後押しにより鉄哉と付き合い始める。
池内菜々子（いけうちななこ）〈20〉
演 - 菅野美穂
まゆみの同僚でまゆみと同居。高知出身。仕事よりも恋に生きていて、鉄哉に積極的にアプローチ。鉄哉たちに出会ったことで、今までは恋や結婚が目標だったのが自分がどう生きるかの方が大切だと気づいた。
木村一子（きむらいちこ）〈20〉
演 - MIKI
女優を目指しているが仕事はイベントやチラシばかり。高知出身。代官山で一人暮らしをしている。菜々子とは高校の同級生。成人式で壮太と出会い付き合いはじめる。壮太が茅野に恋をし、自身の前からいなくなった際は自殺未遂をはかった。最終回で朝ドラのオーディションに合格し、大阪へ行く。
鼻からうどんを食べるという特技がある。
竹内百合子（たけうちゆりこ）〈14〉
演 - 吉野紗香
克彦の娘。都内で一番偏差値の高い女子校に通っている。東大に入ることが目標で、周りにあまり関心がない。内心、鉄哉たちを見下している。最終回で克彦に人間としてのできは最悪だと言って怒られ改心。
草間郁子（くさまいくこ）
演 - 岡本麗
ナチュラルネイル店長。普段は厳しい。酒癖が非常に悪い。まゆみと菜々子に連れられていった月島食堂で克彦に一目惚れ。以降月島食堂に通い詰める。まゆみが福岡に行ってから自身もナチュラルネイルを退職し、月島で働き始める。
戸田（とだ）
演 - 不破万作
戸田鉄鋼社長。誰にでも友好的に接する。父が倒れたと聞いても中々小樽へ帰ろうとしない鉄哉に痺れを切らし鉄哉を解雇する。鉄哉が小樽から帰ってきた後再雇用。
富樫（とがし）
演 - 加藤善博
鉄哉と壮太の同僚。性格が悪く、工場に勤めていた古賀という老年の工員をいびっていた。古賀が退職した後は壮太をいびり、壮太が退職する原因を作った。
辻茅野（つじかやの）
演 - 山咲千里
潤の通う予備校の教師。辻画廊という画廊の妻で、娘が一人いる。絵のモデルに来た壮太が自分に好意を持ってることを利用し、不倫関係になる。だが、一子に壮太とキスをしているところを見られてから壮太の前から姿を消す。一子に壮太を返せと言われた際は、壮太くんの心は誰のものでもないと言って一子を追い返している。
竹内克彦（たけうちかつひこ）
演 - 橋爪功
百合子の父で鉄哉たちが通う定食屋「月島食堂」のオーナー。東大医学部在学中に定食屋の娘と出会い結婚。東大は中退している。鉄哉からは「かっちゃん」と呼ばれている。妻とは死別。鉄哉達のことを自分の息子のように思っている。家出をした甥、潤を家の二階で下宿させている。潤の父親は兄らしい。
照代（てるよ）
演 - 木村多江
まゆみと菜々子の同僚。不倫しているらしい。
矢部国夫（やべくにお）
演 - 室田日出男
鉄哉の父。寡黙。小樽のガラス工房でガラス細工を作っている職人。妻からは駆け落ちされ、息子は出ていった。最終話で脳梗塞で倒れる。入院先の病院では鉄哉の話ばかりしているらしい。

## スタッフ
- 脚本 - 大石静
- 演出 - 中江功、武内英樹、水田成英
- 音楽 - TOO YOUNG
- 主題歌 - 奥田民生「さすらい」
- 演出補 - 西浦匡規、樹下直美、七高剛、大森美香、成田岳
- プロデュース補 - 榊原妙子、東美紀
- 制作担当 - 中山裕隆
- 制作主任 - 西島豊、福嶋昭二郎
- 制作デスク - 福士千香子、渡辺真奈美
- 選曲 - 小西善行
- プロデュース - 小林義和
- 制作 - フジテレビ第一制作部
- 制作著作 - フジテレビ

## 放送日程
| 各話                                                       | 放送日  | サブタイトル                    | 演出     | 視聴率 |
| ---------------------------------------------------------- | ------- | ------------------------------- | -------- | ------ |
| 第一回                                                     | 1月12日 | 未来に出会った日                | 中江功   | 23.7%  |
| 第二回                                                     | 1月19日 | 夢の重さに涙がこぼれた日        | 中江功   | 20.5%  |
| 第三回                                                     | 1月26日 | 友情が恋に変わる日              | 武内英樹 | 18.1%  |
| 第四回                                                     | 2月02日 | 心の温度を感じた日              | 水田成英 | 18.6%  |
| 第五回                                                     | 2月09日 | 悲しい嘘をついた日              | 中江功   | 18.0%  |
| 第六回                                                     | 2月16日 | 手の届かない世界を知った日      | 武内英樹 | 17.8%  |
| 第七回                                                     | 3月02日 | 告白の日                        | 水田成英 | 19.6%  |
| 第八回                                                     | 3月09日 | 友情と恋の間で泣いた日          | 中江功   | 19.2%  |
| 第九回                                                     | 3月16日 | 親友が死んだ日…天国から届いた日 | 武内英樹 | 19.0%  |
| 最終回                                                     | 3月23日 | 夢を追いかけて…旅立ちの日       | 中江功   | 20.2%  |
| 平均視聴率 19.5%（視聴率は関東地区・ビデオリサーチ社調べ） |         |                                 |          |        |

- 初回は、21時 - 22時9分の15分拡大放送。
- 2月23日は、『長野五輪総集編 感動をありがとう!!スペシャル』放送のため放送休止。
- 最終回は、21時 - 22時24分の30分拡大放送。

## 受賞歴
- 第16回ザテレビジョンドラマアカデミー賞[1][2]
  - 主題歌賞 - 奥田民生
  - 新人俳優賞 - MIKI